# Periodonikes
De eretitel periodonikes (περιοδονίκης) werd in de oud-Griekse sport aan atleten verleend, die erin slaagden in een vierjaarlijkse cyclus alle vier de Panhelleense spelen (Grieks: Periodos) te winnen.
In de loop der eeuwen zouden 46 atleten erin geslaagd zijn de eretitel periodonikes te krijgen, onder wie de beroemde worstelaar Milo van Croton uit de stad Croton, aan wie de titel zelfs zes keer werd verleend, en de bokser Diagoras van Rhodos en zijn zoon Dorieus, die beiden drievoudig periodonikes in het pankration werden.